# Točník
Točník (en allemand : Totschnik) est une commune du district de Beroun, dans la région de Bohême-Centrale, en République tchèque. Sa population s'élevait à 230 habitants en 2020.

## Géographie
Točník se trouve à 2 km au sud-est de Žebrák, à 17 km au sud-ouest de Beroun et à 45 km au sud-ouest de Prague.
La commune est limitée par Bzová et Březová au nord, par Hředle au nord-est et à l'est, par Žebrák au sud et par Drozdov à l'ouest.

## Histoire
La première mention écrite de la localité date de 1390.

## Patrimoine
- Château de Točník